# Nola angola
Nola angola är en fjärilsart som beskrevs av George Thomas Bethune-Baker 1911. Nola angola ingår i släktet Nola och familjen trågspinnare. Inga underarter finns listade i Catalogue of Life.